# Société d'études aéronautiques
La Société d'études aéronautiques (SEA) était un constructeur aéronautique français fondé en 1916 à Suresnes par Henry Potez et Marcel Bloch associés à Louis Coroller et René Lévy-Finger. Il est connu pour le biplan SEA-IV.
NB : La Société d'études aéronautiques créée en 1936 en Belgique, n'a aucun rapport avec la société française.

## Origines
Marcel Bloch et Henry Potez, après le succès de la Société des hélices Éclair, décidèrent de prolonger leur activité dans la construction d'avions. Ils fondèrent la Société d'études aéronautiques avec l'aide financière de René Lévy-Finger un fils d'un producteur de vernis peintures & papiers peints ami de la famille Bloch. Ils louent l'ancienne usine Antoinette rue Pierre Curie à Suresnes, ainsi qu'un appartement au 25, rue Constantine à Paris pour le bureau d'études.
Ils furent rejoints par Louis Coroller qui était revenu du front pour être affecté en avril 1916 et est affecté à la Section technique de l'aéronautique (STAé) . Les 3 hommes se connaissent bien : Coroller avait fait ses études à l'École supérieure d'aéronautique et de constructions mécaniques dans la même promotion que Bloch et qui lui avait présenté Potez quand ils étaient au Service de fabrication de l'aéronautique en 1915.

## Production de l'usine
Dans les premiers temps, l'entreprise produisit des SPAD VII sous licence pour faire tourner l'usine. Pendant ce temps, Bloch, Potez et Coroller élaboraient leur premier avion.
L'idée du SEA I fut de concevoir un biplan d'observation équipé du moteur Clerget de 200 ch qui était au même moment à l'état de prototype. Ainsi motorisé, le SEA I surclasserait les Sopwith avec un Clerget de 130 ch. utilisés à ce moment-là. Marcel Bloch, Henry Potez et Louis Coroller se retrouvaient chaque soir dans l'appartement/bureau d'étude après leur journée de travail à l'atelier de Suresnes (Bloch, Potez) ou STAé aux Invalides (Coroller). La cellule fut produite à Suresnes et le reste sous-traité. Cependant lors des essais du prototype révèlèrent que le Clergé de 200ch. ne tenait pas ses promesses : les vols ne durèrent que quelques minutes. Obligés de se rabattre sur le modèle de 130 ch. le SEA I perdit tout avantage sur les Sopwith et fut abandonné,.
Les SEA II et III restèrent à l'état de projet.
Le SEA IV fut le premier avion à être produit en série. C'était un biplan d'observation avec un armement équipé d'un moteur Lorraine-Dietrich 350 ch. Le prototype fut construit fin 1917 et fit son premier vol au 1er trimestre 1918 aux mains de Gustave Douchy. Au même moment, Louis Coroller fut détaché en mission auprès de la commission aéronautique française aux États-Unis, pour participer à la production du Packard-Lepère LUSAC-11 en mai 1918. En effet ses responsables du STAé jugèrent que son rôle au STAé (qui gérait les concours pour les nouveaux avions) n'était pas compatible avec sa participation aux travaux d'un constructeur.
Les essais du SEA IV par les pilotes du centre d'essais de Villacoublay furent positifs. L’État passa commande de 1 000 exemplaires de cet appareil. L'avion devait être décliné en 2 modèles : le SEA IV A2 pour l'observation et le SEA IV C2 pour la chasse.
Pour assurer la production en masse, Potez, Bloch et Lévy-Finger créèrent en août 1918 une nouvelle société pour en réaliser la production. Cette entreprise, baptisée Anjou-aéronautique, fut établie à Angers dans les ateliers d'un nouveau partenaire, Julien Bessonneau (fils) qui était imposé par l'Etat.
Le premier exemplaire de série fut terminé le jour de l'armistice. La commande fut annulée mais, au regard de l'avancement de la production 115 exemplaires purent être livrés.

## Développements et liquidations
Bloch et Potez développèrent de nouveaux avions, le SEA V, un chasseur monoplan en bois, et le SEA VI, un bombardier en duralumin.
Avec la fin de la guerre, Marcel Bloch abandonne l'aéronautique et revend ses parts à Henry Potez. Ce dernier crée le 8 juin 1919 les Ateliers d'aviation Henry Potez.
La société Anjou-Aéronautique privée de raison d'être ferme en 1919.

## Avions
- SEA I, prototype, 1916, biplan d'observation
- SEA II, projet, 1917
- SEA III, projet, 1917, biplan de reconnaissance
- SEA IV, série, 1918, chasseur
- SEA IV-PM, prototype de grand raid
- SEA V, projet, 1918, chasseur monoplan
- SEA VI, projet, 1919, bombardier